# Lycée Marcelin-Berthelot
Pour les articles homonymes, voir Marcelin Berthelot et Berthelot.
Le lycée Marcelin Berthelot se situe dans l'Ouest de la commune de Saint-Maur-des-Fossés, dans le quartier de Saint-Maur Créteil, et près de celle de Joinville.

## Histoire
Le lycée Marcelin Berthelot, nommé en l'honneur du chimiste et biologiste français Marcelin Berthelot, a été fondé en 1938 dans un bâtiment construit en 1936. C'est le premier lycée de France à avoir été mixte dès son ouverture, un cas unique pendant une vingtaine d'années. Il semblerait que cette originalité de l'époque reposait sur des raisons économiques, le bâtiment étant trop grand et manquant d'élèves pour fonctionner correctement. Des élèves filles sont donc invitées à s'y inscrire et cette nouveauté, au départ provisoire, devient pérenne.
Son architecture imposante et la hauteur des plafonds témoignent du prestige que les autorités ont voulu, dès le début, donner à cet établissement. Très vite, il a drainé les meilleurs élèves des alentours et même du département. Léopold Sédar Senghor, premier président du Sénégal, y a notamment été professeur en classes préparatoires littéraires à partir de 1938 et la salle des conseils porte son nom.  
En 1940, bien que toujours en chantier, le lycée abrite de nombreux réfugiés, tels que le professeur et philosophe Georges Politzer, héros de la résistance enterré au mont Valérien. La salle de réception du lycée porte son nom.  
Alors que le régime de Vichy promeut une image réactionnaire du rôle des femmes, l'exemple du lycée Marcelin Berthelot est particulier, car il participe à cette période au développement de la mixité scolaire. Il devient à son ouverture le premier lycée mixte de France. En 1938, il comptait déjà 25 jeunes filles et augmente jusqu'à atteindre le nombre de 515 en 1945, soit 39 % des élèves, la mixité y restant tolérée dans la mesure où de nombreuses familles de la banlieue sud-est de Paris – où il y a très peu de lycées de jeunes filles – souhaitaient que leurs filles bénéficient d'une ascension sociale. En janvier 1943, le jugement du proviseur du lycée est toutefois sévère : « Le caractère mixte du lycée complique beaucoup l'œuvre d'éducation. Le langage qui convient aux garçons n'est pas toujours celui qu'il faut tenir aux jeunes filles. […] Il arrive aussi que les jeunes filles prennent aux garçons leurs défauts et n'observent pas toujours toute la réserve souhaitable, leur présence est un élément de trouble et ne contribue à améliorer ni l'instruction ni l'éducation ». Pour sa part, le recteur de l'académie craint qu'un trop grand nombre d'élèves féminines ne prenne de places aux garçons.
Érigé sur d'anciens marais, le lycée Berthelot aurait coûté 51 millions de francs. Il se voulait dès le départ un symbole de la grandeur de l'enseignement français. Les salles d'honneur, la bibliothèque et la salle des professeurs furent décorées par des artistes dont on espérait conserver des œuvres de valeur.
Une stèle rendant hommage à des soldats liés au lycée morts au cours de différentes guerres est placée à l'entrée du bâtiment.
Outre son rôle de lycée et de classes préparatoires, il accueille chaque année les oraux de plusieurs agrégations, dont celles de physique, de chimie et de mathématiques.

### Classement du lycée

#### Classes prépas
En 2022 la classe prépa MP du lycée se classe 22e sur les 141 prépas françaises au classement de l’Étudiant. La PSI se classe 24e sur 125. La PC est 26e sur 107. Les prépas ECE et ECS 23e et 24e sur 98 établissements. En BCPST le lycée est 33e sur 55 en raison d'un plus grand nombre de classes. Enfin l'établissement est 14e sur 31 au classement des prépas A/L.

#### Cycle secondaire
En 2023, le cycle secondaire du lycée est en 84e position au niveau national d'après Le Figaro. Le journal Le Parisien le classe 122e sur 1851 lycées de plus de 100 élèves au niveau national et premier lycée du Val-de-Marne.
En 2022, le cycle secondaire du lycée se classait 165e au niveau national d'après Le Figaro. Le journal Le Parisien le plaçait lui 369e sur 1842 lycées de plus de 100 élèves au niveau national.
En 2018, le lycée est classé 35e par le journal Le Figaro et 171e au niveau national par le journal Le Parisien.
Les critères de ce classement sont : le taux de réussite au bac, la proportion d'élèves de première qui obtient le baccalauréat en ayant fait les deux dernières années de leur scolarité dans l'établissement, et la valeur ajoutée (calculée à partir de l'origine sociale des élèves, de leur âge et de leurs résultats au diplôme national du brevet).

### Attentat contre Charlie Hebdo et incidents divers
Au mois de mai 2015, le rédacteur en chef du journal mensuel des élèves, La Mouette bâillonnée, qui a publié un numéro spécial « Je suis Charlie » reçoit, ainsi que ses parents, sept menaces de mort en quatre mois, accompagnées de douilles,,. Le 21 mai, les élèves et les professeurs du lycée, pour soutenir ce lycéen, exercent leur droit de retrait. L’enquête s'oriente vers des coupables venant de l'intérieur du lycée,,,. Trois mois plus tard, le 18 septembre 2015, le rédacteur en chef annonce sa démission, à la suite d'un cambriolage,,. 
En vertu de l'application du plan Vigipirate, il a été ordonné que les portes du lycée ne soient ouvertes qu'aux heures d'intercours, et que tout élève souhaitant pénétrer dans l'enceinte devait en priorité présenter sa carte du lycée.
En septembre 2016, une jeune fille de 14 ans meurt après être tombée du troisième étage du bâtiment.

## Élèves
Le lycée compte environ 2 200 élèves répartis dans 68 classes dont 11 classes de « sportifs de haut niveau » et 27 de post-bac. Les effectifs sont répartis environ pour moitié dans le secondaire, le reste étant répartis en classes préparatoires ou en BTS de Commerce International.
Le lycée est partenaire de l'INSEP et accueille des « sportifs de haut niveau » dans les cycles secondaires et post-bac.
En classe préparatoire, le lycée propose la possibilité d'être interne et dispose d'une résidence de 70 chambres. Il propose également aux élèves d'être interne-externé (prenant leurs repas au restaurant scolaire du lycée et étant logés à l'extérieur de l'établissement).

## Vie du lycée
Très active, l'association des anciens élèves AALMB a pour rôle de renouer et entretenir des liens entre les anciens du lycée de générations différentes. En liaison avec l'administration et disposant d'un siège au conseil d'administration, l'association aide également les élèves toujours au lycée.
La coopérative du lycée réalise les projets des élèves et des professeurs et subventionne les différents clubs.
La Mouette bâillonnée est le journal du lycée tenu par les élèves. D'abord satirique puis généraliste, le mensuel de 8 à 12 pages a été récompensé de nombreuses fois au niveau académique comme au niveau national. Il a vu se succéder plusieurs générations de Bertholiens, qui participent aussi à la vie représentative du lycée en réalisant un numéro spécial pour les élections du CVL.
Différents clubs tel que l’atelier théâtre, le club poésie et le club scientifique participent à la vie culturelle du lycée. L'association sportive propose une grande variété de sports, de l'escalade au volley-ball.

## Anciens élèves et professeurs
Le lycée Marcelin Berthelot a compté parmi ses professeurs Léopold Sédar Senghor, ancien président du Sénégal, académicien et célèbre poète de la négritude. Georges Politzer a aussi enseigné dans ce lycée entre 1938 et 1941. Michel Charpentier, syndicaliste enseignant, a été proviseur du lycée ; Jean-Jacques Romero et Philippe Tournier l'un puis l'autre secrétaires généraux du SNPDEN (principal syndicat des chefs d'établissements) ont également dirigé le lycée Marcelin Berthelot. L'historienne Madeleine Rebérioux y a aussi enseigné,.

## Liste des anciens élèves ou personnels
- Domaine sportif :

Isabelle Autissier, Roger Bambuck, Jean Galfione, Jean-Pierre Jarier, Émilie Le Pennec, Céline Lebrun, Henri Leconte, Hugues Obry,  Tony Parker, Arnaud Tournant, Sébastien Frangolacci, Teddy Riner, Augustin Reboul.
- Écrivains et artistes :

Roger Garaudy, Patrick Girard, Julien Gracq, Dominique Jamet, Georges Wolinski, Véronique Taquin, Jean-Luc Manet, Diane Chateau Alaberdina.
- Haute administration :

Jacques Kosciusko-Morizet
- Universitaires, chercheurs :

Claude Allègre, Michel Balard, Claude Régnier, Pierre-Georges Castex, Jean Jacquart, Yves Lacoste, Denys Lombard, Jean Mongrédien, Albert Soboul, Madeleine Rebérioux, Francis Vian, Patrick Boucheron.
- Personnalités politiques, religieux, syndicalistes :

Claude Allègre,  Roger Bambuck,  Cardinal Philippe Barbarin, Xavier Emmanuelli, Henri Goetschy, François Léotard, Gilbert Noël, Roland Nungesser, Jean-Jacques Romero, Valérie Boyer, Nelly Trumel.
- Monde du spectacle, artistes :

Claude Confortès, Roland Dubillard, Pierre Jolivet, Philippe Léotard, Marthe Mercadier, Maurice Pialat, Jean Rochefort, Vanessa Paradis,, Martin Valente, Jean-Pierre Dorat, Fary Lopes, Thomas Da Costa.

## Aumônerie
Le père Philippe Gueudet a été aumônier du lycée de 1971 à 1981.
L'aumônier actuel est le père Cédric Kuntz, qui est par ailleurs vicaire à la paroisse Notre-Dame-du-Rosaire à Saint-Maur-des-Fossés.